# Michał Rekucki
Michał Maksymilian Rekucki (ur. 2 października 1884 w Nowym Targu, zm. 15 grudnia 1971 w Krakowie) – polski malarz.

## Życiorys
Ukończył nowosądeckie gimnazjum i odbył roczną służbę w szeregach armii austriackiej. Od 1906 rozpoczął studia na Wydziale Budownictwa Politechniki Lwowskiej, które po roku przerwał i wyjechał do Krakowa, gdzie został studentem Wydziału Filozoficznego Uniwersytetu Jagiellońskiego. Równocześnie studiował na krakowskiej Akademii Sztuk Pięknych w pracowniach Józefa Mehoffera i Wojciecha Weissa.
Po zakończeniu edukacji w 1912 podróżował po Europie, co było wówczas powszechnie przyjętą praktyką. Powrócił do Krakowa po wybuchu I wojny światowej, służył w armii austriackiej, dostał się do rosyjskiej niewoli i został wywieziony na Syberię. Po odbyciu siedmioletniej kary zamieszkał w Krasnojarsku, do Nowego Targu powrócił w 1921. W 1924 wyjechał do Stanów Zjednoczonych, zamieszkał początkowo w Chicago, a następnie w Pensylwanii. W tamtym okresie zarabiał malując portrety rodzin fabrykanckich i duchowieństwa. Był jednym z założycieli powstałego w maju 1928 Polsko-Amerykańskiego Towarzystwa Tatrzańskiego, gdy organizacja ta nie przetrwała próby czasu i rozpadła się został aktywnym działaczem Związku Podhalan. Utrzymywał ścisły kontakt z ojczyzną, do której wielokrotnie przyjeżdżał. W 1932 rozpoczął trwające dwa lata prace nad pomnikiem Władysława Orkana, który miał stanąć na nowotarskim rynku. Współautorem ukończonej w 1934 rzeźby był Stanisław Marcinów. W 1939 powrócił do Chicago, portretował m.in. Władysława Sikorskiego i Ignacego Jana Paderewskiego. W 1959 podjął decyzję o powrocie do kraju, osiadł w Krakowie i mieszkał tam aż do śmierci. Zmarł 15 grudnia 1971 w Krakowie, a pogrzeb odbył się 18 grudnia w Nowym Targu. Zgodnie z jego wolą został pochowany na cmentarzu w Nowym Targu.
Twórczość Michała Rekuckiego obejmuje zarówno portrety, jak i pejzaże oraz sceny rodzajowe. Duża część obrazów jest związana z Podhalem, życiem górali. W dużo mniejszej skali artysta zajmował się rzeźbiarstwem, poza wspomnianym pomnikiem Władysława Orkana rzeźbił również postacie górali lub rzeźby tematycznie związane z Tatrami. Największa kolekcja obrazów Michała Rekuckiego znajduje się w Muzeum Podhalańskim w Nowym Targu.
W Nowym Targu znajduje się ulica jego imienia.